# Albert Gladstone
Albert Charles Gladstone 5. Baronet Gladstone of Fasque and Balfour (ur. 28 października 1886 w Hawarden, zm. 2 marca 1967 w Fordingbridge) – brytyjski, oficer i wioślarz, złoty medalista olimpijski.
Kształcił się w Eton College i Christ Church Uniwersytetu Oksfordzkiego. Czterokrotnie brał udział w The Boat Race: w 1909 roku odniósł zwycięstwo, a w latach 1906, 1907 i 1908 ponosił porażki.
Wystąpił na igrzyskach olimpijskich w Londynie w 1908 roku, gdzie brytyjska osada w składzie: Albert Gladstone, Frederick Kelly, Banner Johnstone, Guy Nickalls, Charles Burnell, Ronald Sanderson, Raymond Etherington-Smith, Henry Bucknall i Gilchrist Maclagan zdobyła złoty medal. Był to jego jedyny start olimpijski.
Brał udział w I wojnie światowej, w stopniu kapitana służył w British Indian Army, z którą brał udział w walkach w Mezopotamii oraz w bitwie o Gallipoli. Odznaczony Medalem Wojennym Brytyjskim, Gwiazdą 1914–15 i Medalem Zwycięstwa.
W 1919 otrzymał Order Imperium Brytyjskiego.
Był wnukiem czterokrotnego premiera Wielkiej Brytanii – Williama Ewarta Gladstone'a. Po śmierci swego kuzyna został 5. Baronetem Gladstone of Fasque and Balfour.